# Salyan (district in Nepal)

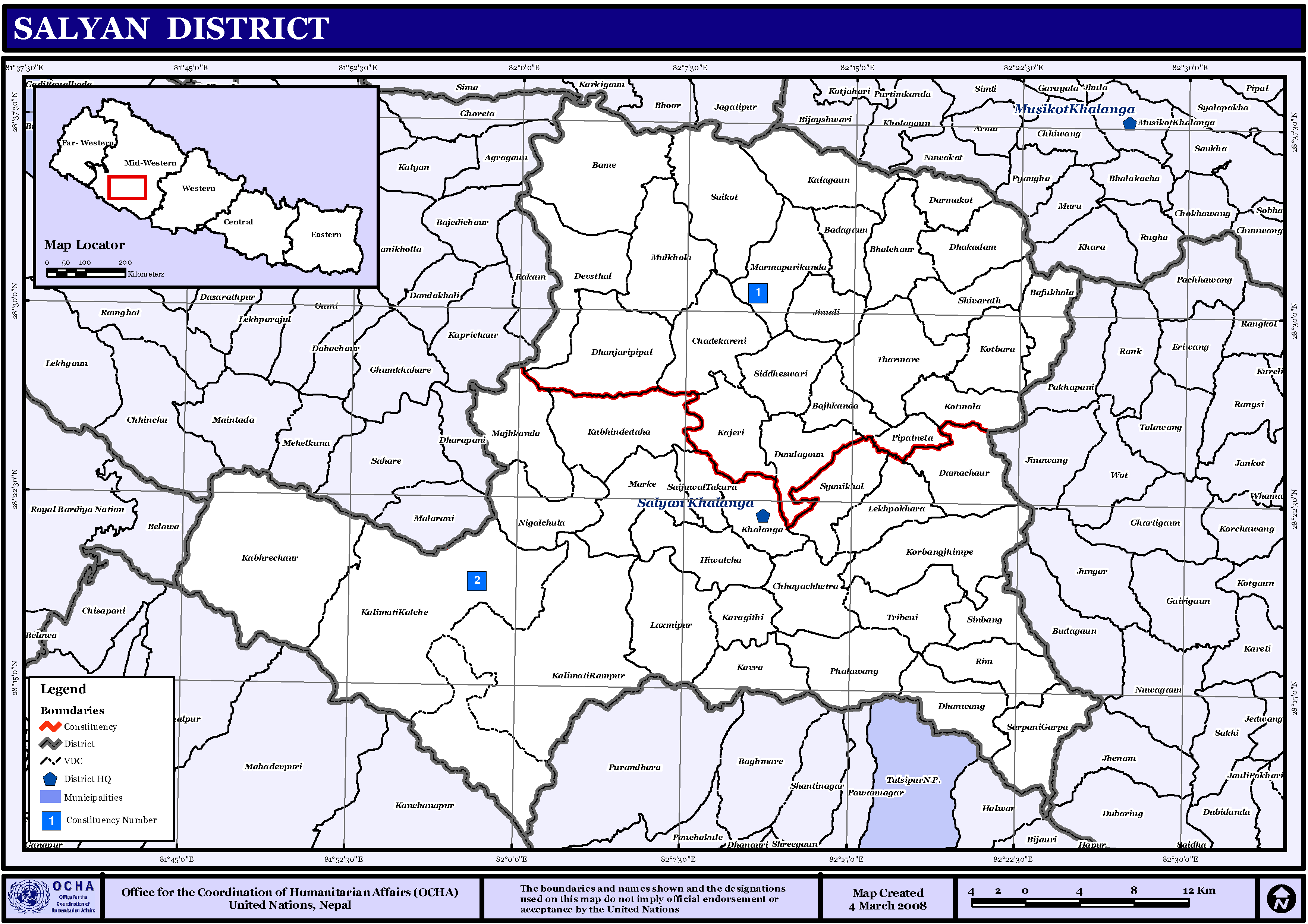
Kaart van Salyan

Salyan (Nepalees: सल्यान) is een van de 75 districten van Nepal. Het district is gelegen in de zone Rapti en de hoofdplaats is Salyan Khalanga (of: Khalanga).

## Stedenendorpscommissies[2][3]
- Stad: Nepalees: nagarpalika of N.P.; Engels: municipality;
- Dorpscommissie: Nepalees: panchayat; Engels: village development committee of VDC.

- Steden (0): geen.
- Dorpscommissies (47): Badagaun, Bafukhola, Bajh Kanda, Bame, Bhalchaur, Chande, Chhyachhetra, Damachaur, Damakot (of: Darmakot), Dandagaun, Devsthan (of: Devsthal), Dhajari Pipal, Dhakadam, Dhanwang, Hiwalcha, Jimali, Kabheechaur (of: Kabhrechaur), Kajeri, Kalagaun, Kalimati Kalche, Kalimati Rampur, Karagithi, Kavra, Salyan Khalanga (of: Khalanga), Korbanglhimpc (of: Korbang Jhimpe), Kothara (of: Kotbara), Kotmula (of: Kotmala), Kubhinde Daha (of: Kupinde Daha), Laxmipur, Lekhpokhara, Majhkanda (of: Majh Kanda), Marke, Marmaparikanda, Mulkhola, Nigalchula, Phalawang, Pipalneta (of: Pipal Neta), Rim, Saijuwal Takura, Sarpani Garpa, Sibartha (of: Sibaratha), Siddheswor (of: Siddheswar), Singwang (of: Sinwang), Suikot, Syanikhal, Tharmarre (of: Tharmare), Tribeni.

Achham · 
Arghakhanchi · 
Baglung · 
Baitadi · 
Bajhang · 
Bajura · 
Banke · 
Bara · 
Bardiya · 
Bhaktapur · 
Bhojpur · 
Chitwan · 
Dadeldhura · 
Dailekh · 
Dang · 
Darchula · 
Dhading · 
Dhankuta · 
Dhanusa · 
Dolkha · 
Dolpa · 
Doti · 
Gorkha · 
Gulmi · 
Humla · 
Ilam · 
Jajarkot · 
Jhapa · 
Jumla · 
Kailali · 
Kalikot · 
Kanchanpur · 
Kapilvastu · 
Kaski · 
Kathmandu · 
Kavrepalanchok · 
Khotang · 
Lalitpur · 
Lamjung · 
Mahottari · 
Makwanpur · 
Manang · 
Morang · 
Mugu · 
Mustang · 
Myagdi · 
Nawalparasi · 
Nuwakot · 
Okhaldhunga · 
Palpa · 
Panchthar · 
Parbat · 
Parsa · 
Pyuthan · 
Ramechhap · 
Rasuwa · 
Rautahat · 
Rolpa · 
Rukum · 
Rupandehi · 
Salyan · 
Sankhuwasabha · 
Saptari · 
Sarlahi · 
Sindhuli · 
Sindhulpalchok · 
Siraha · 
Solukhumbu · 
Sunsari · 
Surkhet · 
Syangja · 
Tanahu · 
Taplejung · 
Terhathum · 
Udayapur